# Nový Ruskov
Nový Ruskov (Hongaars: Kisruszka) is een Slowaakse gemeente in de regio Košice, en maakt deel uit van het district Trebišov.
Nový Ruskov telt 628 inwoners.

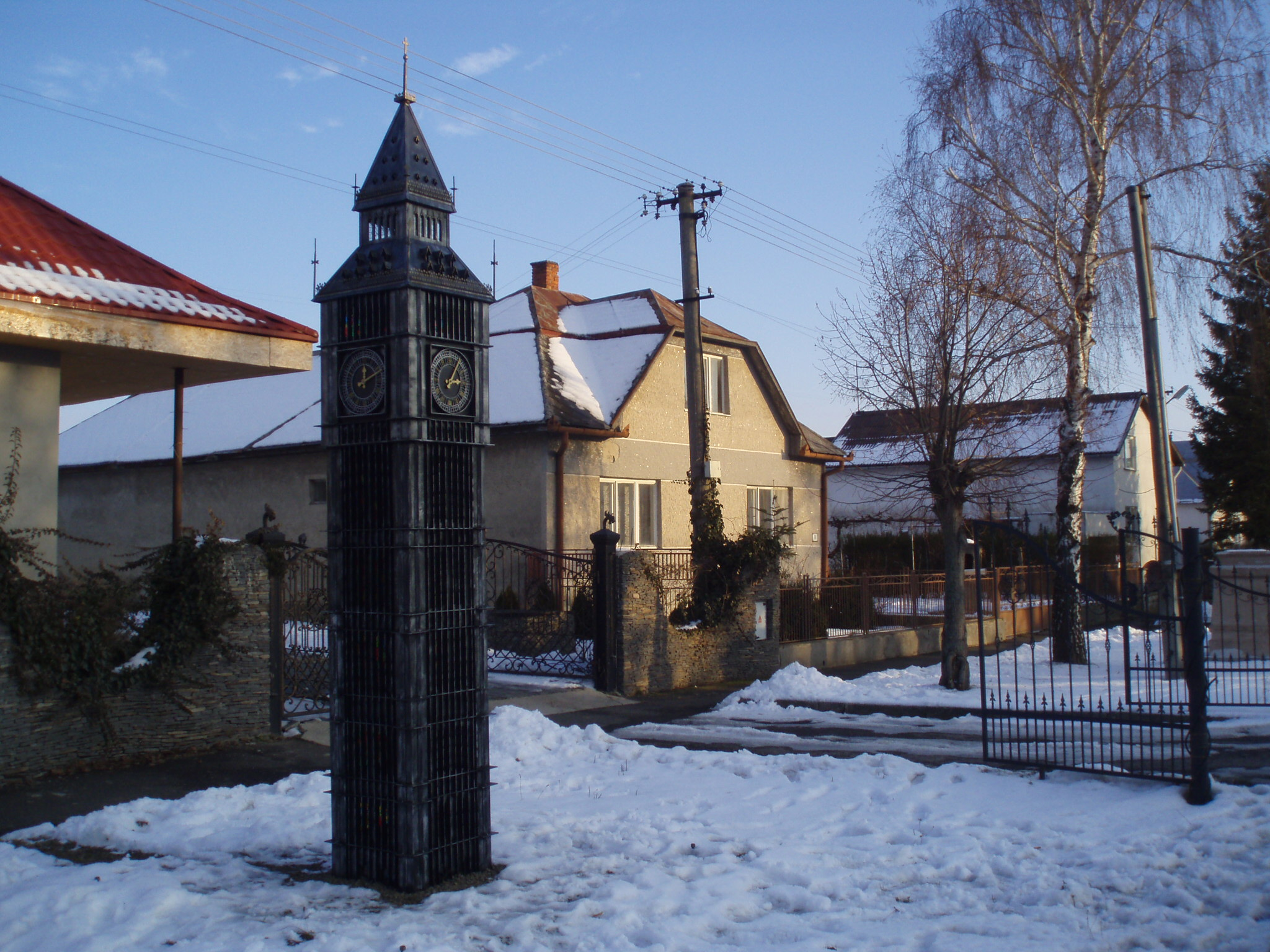
Nový Ruskov
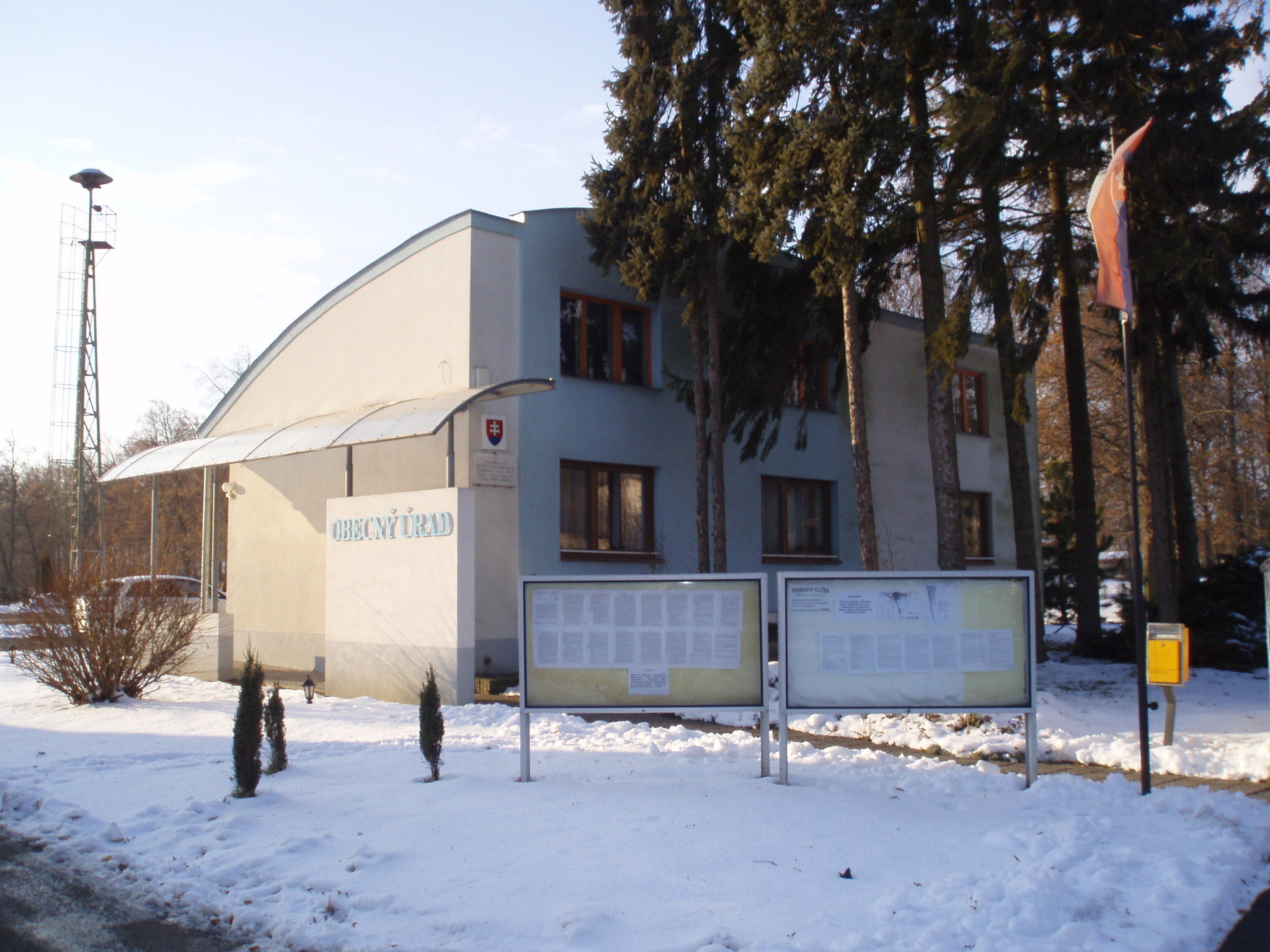
Gemeentehuis